# Kamena (Istočni Mostar)
Pour les articles homonymes, voir Kamena.
Kamena (en serbe cyrillique : Камена) est un village de Bosnie-Herzégovine. Il est situé dans la municipalité d'Istočni Mostar et dans la république serbe de Bosnie. Selon les premiers résultats du recensement bosnien de 2013, il ne compte aucun habitant.
Avant la guerre de Bosnie-Herzégovine, le village faisait entièrement partie de la municipalité de Mostar ; après la guerre son territoire a été partiellement rattaché à la municipalité d'Istočni Mostar, nouvellement créée et intégrée à la république serbe de Bosnie.

## Démographie

### Évolution historique de la population dans la localité
| 1948 | 1953 | 1961 | 1971 | 1981 | 1991 | 2013 |
| ---- | ---- | ---- | ---- | ---- | ---- | ---- |
| -    | -    | 451  | 472  | 443  | 399, | 0    |

|  |